# 1947 год в истории изобразительного искусства СССР

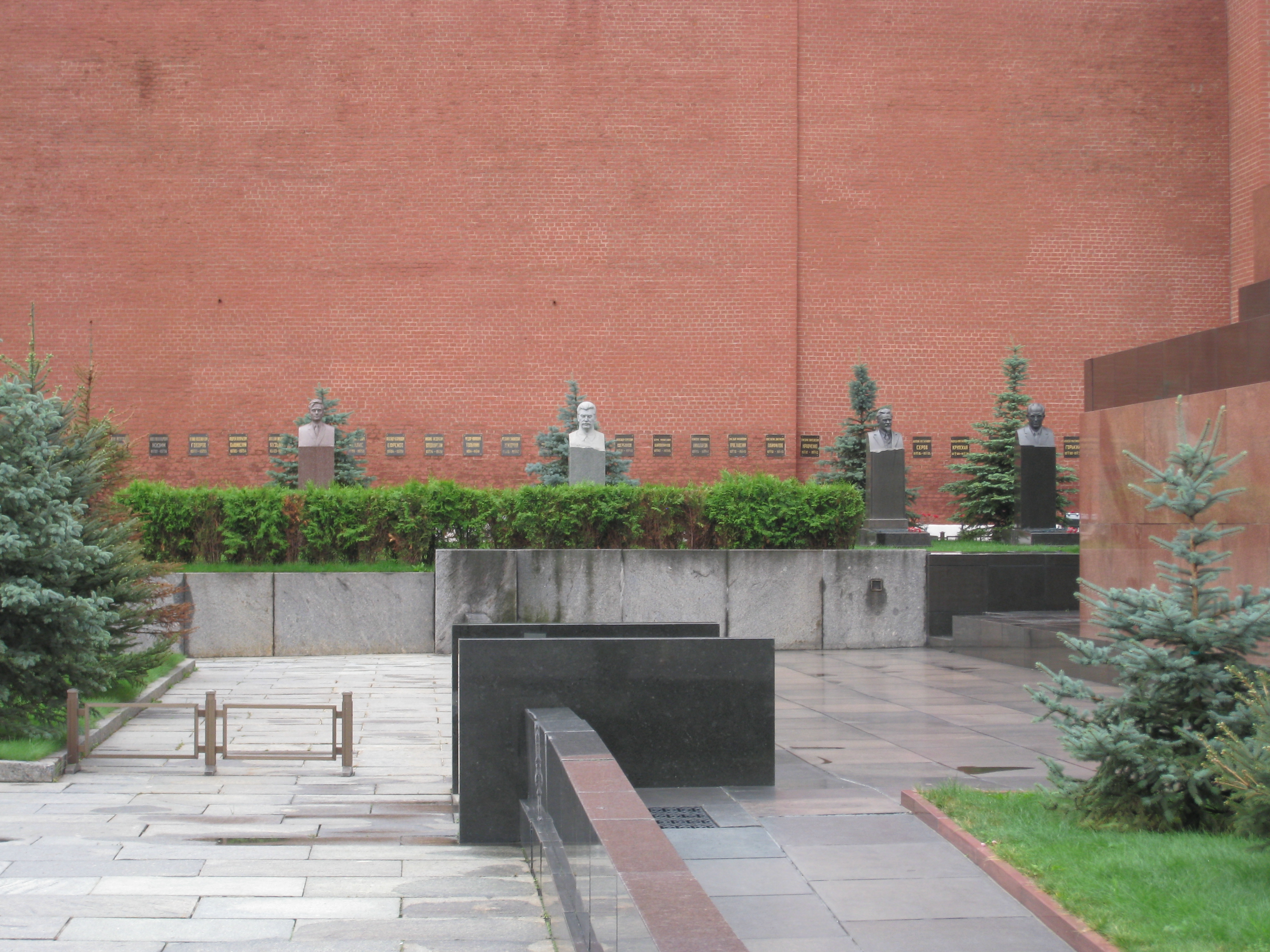
Некрополь у Кремлёвской стены

1947 год был отмечен рядом событий, оставивших заметный след в истории советского изобразительного искусства.

## События
- Ленинградский институт живописи, скульптуры и архитектуры имени И. Е. Репина окончили Михаил Аникушин, Игорь Веселкин, Гавриил Гликман, Михаил Игнатьев, Вера Кашутова, Александр Коровяков, Григорий Косов, Вера Любимова, Евсей Моисеенко, Пен Варлен, Степан Привиденцев, Василий Стамов, Елена Табакова, Владимир Успенский, Александр Харшак, Любовь Холина и другие известные ленинградские художники и скульпторы[1].
- В Москве на Красной площади на месте захоронения в Некрополе у Кремлёвской стены установлены бюсты Я. М. Свердлова, М. В. Фрунзе, Ф. Э. Дзержинского и М. И. Калинина работы скульптора С. Д. Меркурова.
- Постановлением правительства Всероссийская Академия художеств была преобразована в Академию художеств СССР. Первым президентом Академии художеств СССР избран живописец Александр Герасимов, возглавлявший Академию до 1957 года.
- Персональная выставка произведений Кузьмы Сергеевича Петрова—Водкина (1878—1939) открылась в Большом зале Ленинградского Союза советских художников. Экспонировалось свыше 200 работ художника[2].
- Персональная выставка произведений Николая Павловича Акимова (1901—1968) открылась в Большом зале Ленинградского Союза советских художников. Экспонировалось свыше 800 работ художника[2].
- Ректором Ленинградского института живописи, скульптуры и архитектуры имени И. Е. Репина назначен профессор Александр Дмитриевич Зайцев.
- Доставлена в Петродворец и установлена на место восстановленная скульптурная группа фонтана «Самсон, раздирающий пасть льва».
- Выставка произведений Николая Ефимовича Тимкова открылась в залах Ленинградского Союза советских художников, показанная затем в ленинградском Доме кино и Доме искусств[3].
- Новая страница открыта в истории Музея Академии художеств. Музей становится автономным, приобретает статус научно-исследовательского учреждения и наравне с институтом и библиотекой входит в состав Академии художеств СССР, которая теперь базировалась в Москве. С этого времени Учёный совет музея возглавляет его директор (с 1947 года им стала М. С. Серафимова). Перед музеем были поставлены две задачи: служить учебно-методическим центром подготовки молодых художников и одновременно быть художественным музеем открытого типа. Обе эти функции Научно-исследовательский музей Российской Академии художеств осуществляет по настоящее время.
- Александр Иванович Лактионов пишет свою известную картину «Письмо с фронта», за которую в 1949 году будет отмечен Сталинской премией первой степени[4].
- «Выставка произведений ленинградских художников» открылась осенью в залах Ленинградского Союза советских художников. Экспонировалось свыше 450 работ 194 авторов, в том числе произведения Таисии Афониной, Владимира Горба, Сергея Захарова, Марии Зубреевой, Николая Кострова, Анны Костровой, Александра Любимова, Михаила Натаревича, Самуила Невельштейна, Юрия Непринцева, Сергея Осипова, Вячеслава Пакулина, Глеба Савинова, Александра Самохвалова, Николая Тимкова, Александра Трошичева, Рудольфа Френца, Леонида Худякова, Надежды Штейнмиллер и других ленинградских художников[5][6].
- Выставка произведений Бобровского Григория Михайловича (1873—1942) открылась в Малом зале Ленинградского Союза советских художников.
- В залах ЛОСХ открылась выставка работ ленинградских художников, отобранных на Всесоюзную выставку в Москву[7].
- 5 ноября — «Всесоюзная художественная выставка 1947 года» открылась в Москве в ГМИИ имени А. С. Пушкина. Экспонировалось 1500 произведений 626 авторов, в том числе Михаила Авилова, Михаила Бобышова, Ольги Богаевской, Фёдора Богородского, Александра Бубнова, Петра Бучкина, Петра Васильева, Георгия Верейского, Евгения Вучетича, Александра Герасимова, Сергея Герасимова, Гавриила Горелова, Игоря Грабаря, Алексея Грицая, Александра Дейнеки, Крум Джаков, Николая Дормидонтова, Василия Ефанова, Бориса Ефимова, Бориса Иогансона, Льва Кербеля, Сергея Коненкова, Юрия Кугача, Самуила Невельштейна, Юрия Непринцева, Виктора Орешникова, Генриха Павловского, Вячеслава Пакулина, Глеба Савинова, Александра Самохвалова, Рудольфа Френца других мастеров изобразительного искусства СССР.[8]

## Родились
- 2 июня — Лукьянова Татьяна Владимировна, советский российский живописец и график (ум. в 2011).
- 29 июня — Шубин Александр Павлович, российский график, Заслуженный художник Российской Федерации.

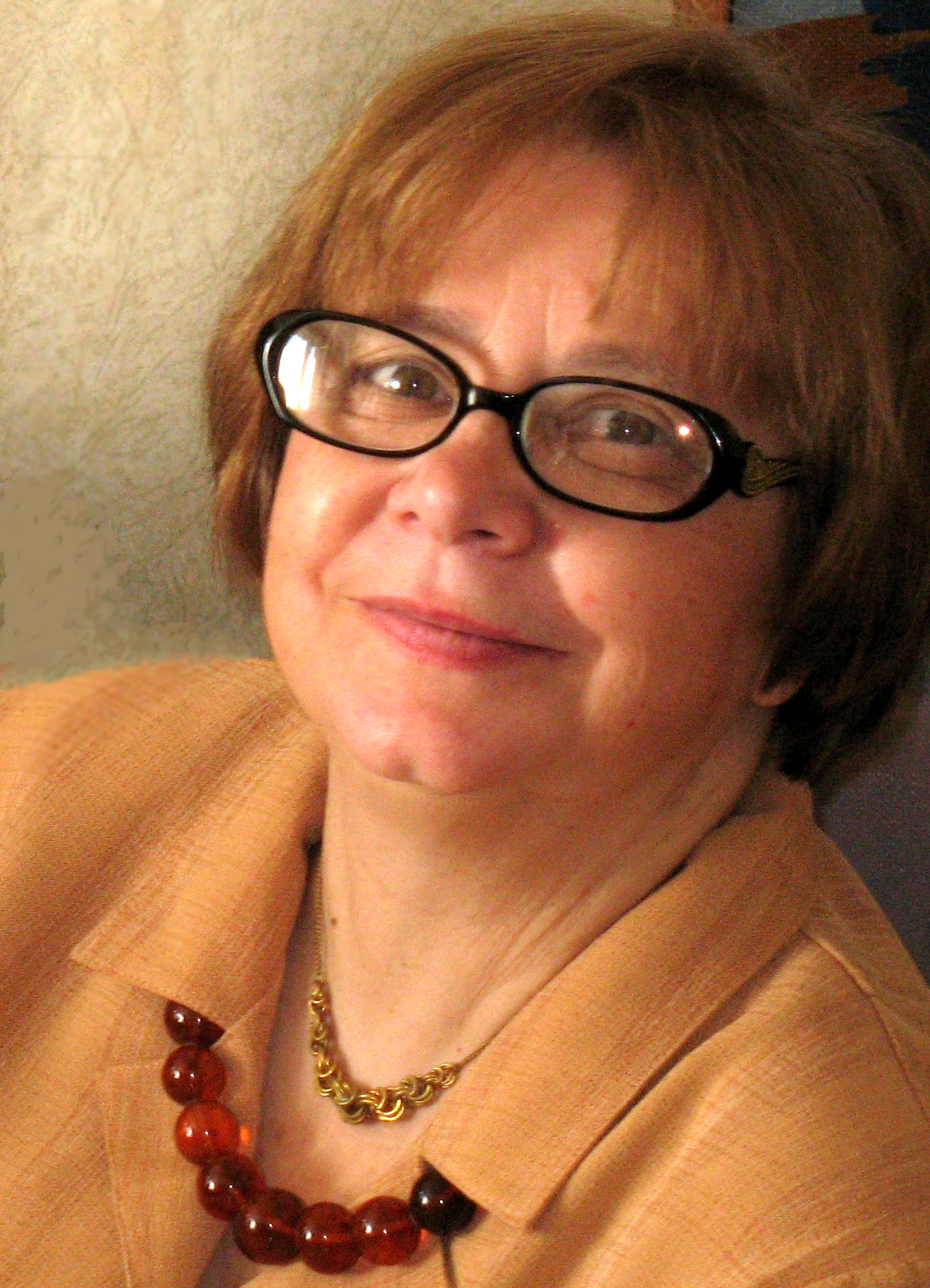
Татьяна Лукьянова

## Скончались
- 4 января — Петровичев Пётр Иванович, русский советский художник-пейзажист (род. в 1874).
- 9 августа — Блонская Серафима Иасоновна, российская художница и педагог (род. в 1870).
- 1 декабря — Вильямс Пётр Владимирович, русский советский живописец, график и театральный художник, Заслуженный деятель искусств РСФСР, лауреат четырёх Сталинских премий (род. в 1902).
- 13 декабря — Рерих Николай Константинович, русский художник, педагог и общественный деятель (род. в 1874).
- 14 декабря — Владимиров Иван Алексеевич, русский советский живописец, график и педагог, Заслуженный деятель искусств РСФСР (род. в 1869).

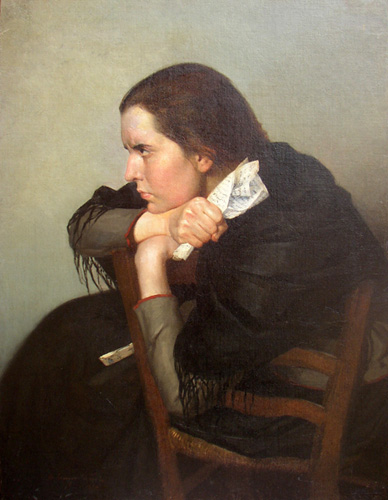
Серафима Блонская
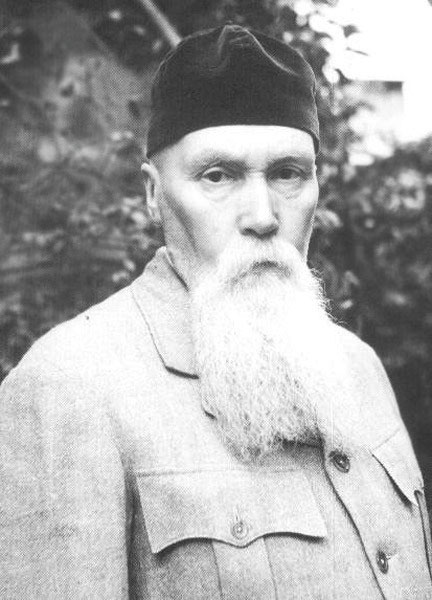
Николай Рерих